# Marinos Pagdatis
Marinos Pagdatis (ur. 21 kwietnia 1977 w Limassolu) – cypryjski tenisista, reprezentant kraju w Pucharze Davisa. Nigdy nie był notowany w rankingu ATP.
W Pucharze Davisa występował od 1993 roku. Łącznie zagrał w dziewiętnastu meczach, z czego wygrał siedem. W grze pojedynczej sześć razy zwyciężał, a dziewięciokrotnie odnosił porażki.
Marinos Pagdatis to brat Markosa i Petrosa, także reprezentantów kraju w Davis Cup.